# Lasioglossum paralphenum
Lasioglossum paralphenum är en biart som beskrevs av Sakagami, Ebmer och Osamu Tadauchi 1996. Lasioglossum paralphenum ingår i släktet smalbin, och familjen vägbin. Inga underarter finns listade i Catalogue of Life.